# Чортешть (Вилча)
Чортешть, Чортешті (рум. Ciortești) — село у повіті Вилча в Румунії. Входить до складу комуни Зетрень.
Село розташоване на відстані 183 км на захід від Бухареста, 56 км на південний захід від Римніку-Вилчі, 50 км на північ від Крайови.

## Населення
За даними перепису населення 2002 року у селі проживали 75 осіб, усі — румуни. Усі жителі села рідною мовою назвали румунську.